# Bulbophyllum dagamense
Bulbophyllum dagamense là một loài phong lan thuộc chi Bulbophyllum.